# Handley Page H.P.51
Handley Page H.P.51 là một loại máy bay ném bom-vận tải hai tầng cánh không thành công của Anh.

## Tính năng kỹ chiến thuật
Dữ liệu lấy từ Barnes & James 1987, tr. 351
Đặc điểm tổng quát
- Kíp lái: 5
- Chiều dài: 78 ft 4 in (23.9 m)
- Sải cánh: 90 ft 0 in (27.45 m)
- Diện tích cánh: 1,170 ft2 (157.9 m2)
- Trọng lượng rỗng: 12.000 lb (5.445 kg)
- Trọng lượng có tải: 18.000 lb (8.160 kg)
- Động cơ: 2 × Bristol Pegasus III, 690 hp (515 kW) mỗi chiếc

Hiệu suất bay
- Vận tốc cực đại: [1] 108 mph (302 km/h)
- Tầm bay: 950 dặm (1.530 km)